# Bonnybugten
Bonnybugten (tidligere Biafrabugten) er den del af Guineabugten, som ligger mellem udløbet af Niger og Kap Lopez i Gabon. Bugten fik navnet "biafra-" efter regionen Biafra i Nigeria. "Bonny-" kommer af havnebyen Bonny ved Nigerdeltaet.
3°00′00″N 8°20′00″Ø / 3°N 8.33333°Ø